# In necessariis unitas, in dubiis libertas, in omnibus caritas

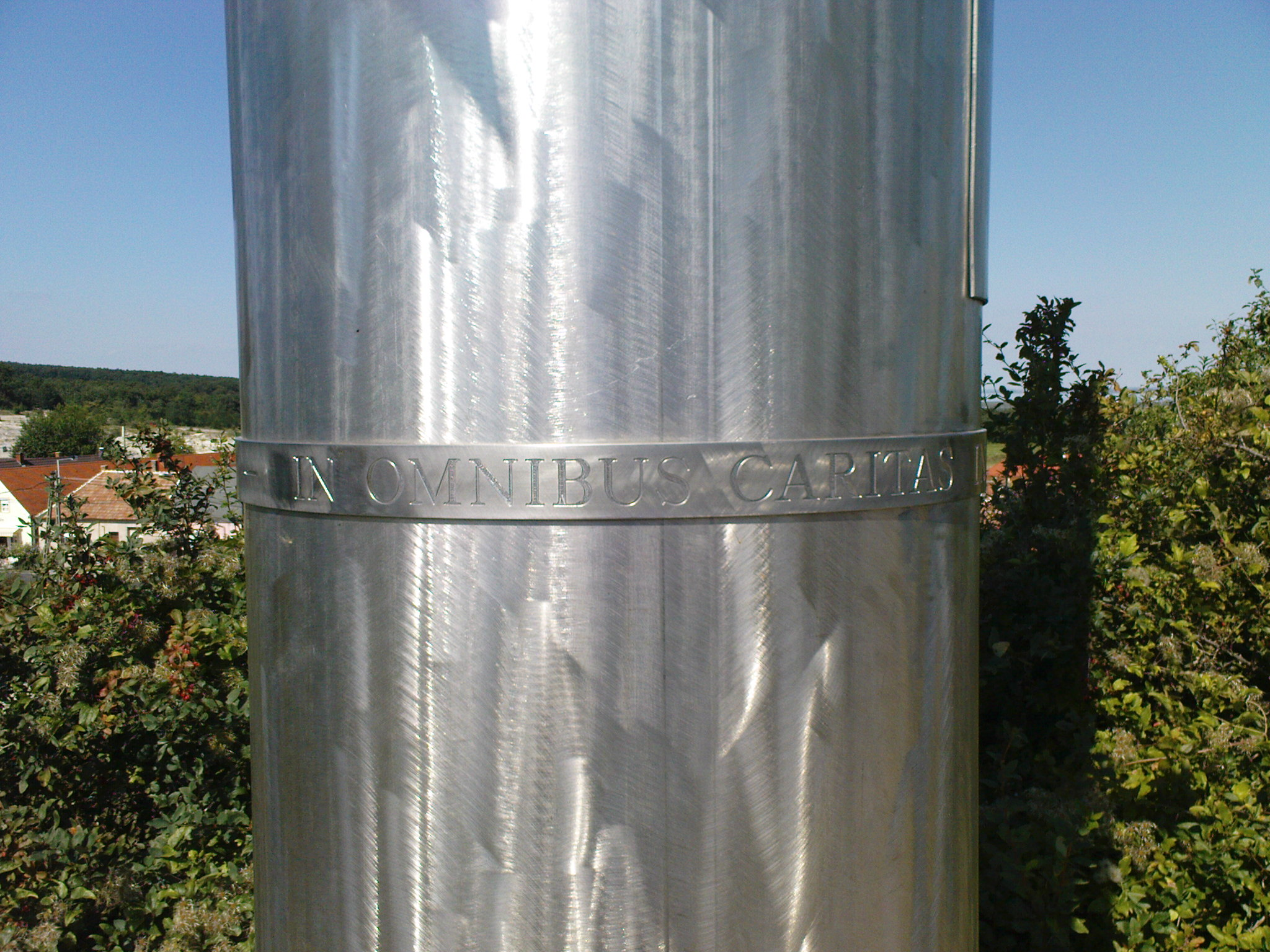
Citát na Evropském památníku v bývalém vápencovém lomu ve Fertőrákosu, Maďarsko, připomínka Panevropského pikniku a časů existence železné opony

In necessariis unitas, in dubiis libertas, in omnibus caritas, česky V nutném jednota (shoda), v nerozhodnutém svoboda (volnost), ve všem láska (dobrá vůle) je latinský citát, často připisovaný svatému Augustinovi. Pravděpodobně pochází ale až z pera německého luteránského teologa 17. století Ruperta Meldenia (vlastním jménem Petr Meiderlin), který píše: "Verbo dicam: Si nos servaremus in necesariis Unitatem, in non-necessariis Libertatem, in utrisque Charitatem, optimo certe loco essent res nostrae.", tedy: "Slovem (Zkrátka), dovolte mi říci: Pokud budeme zachovávat v nezbytných (esenciálních) věcech jednotu, ve zbytných (ostatních) svobodu (volnost) a v obou lásku, naše věc (záležitosti) bude jistě zařízena nejlépe.
Tento citát je často citován na obranu tolerance, teologické a náboženské svobody, je zároveň heslem Jednoty bratrské, americké Evangelické presbyteriánské církve a Svazu německých katolických studentských asociací, největšího mezioborového spolku akademiků v Evropě.
Tento citát se nachází také v první encyklice papeže Jana XXIII. Ad Petri cathedram (1959) a na Evropském monumentu v bývalém vápencovém lomu nedaleko Neziderského jezera (u obce Fertőrákos) v Maďarsku, který byl vztyčen jako připomínka Panevropského pikniku (Pan-European Picknick), setkání politiků, během něhož došlo v roce 1989 k tříhodinovému otevření hranic mezi Rakouskem a Maďarskem. Památník ve tvaru ostnatého drátu je zároveň upomínkou na časy nesvobody a projevem vděčnosti za pád železné opony. Nepřekročitelná hranice, oddělující Východní a Západní blok, vedla nedaleko místa, kde dnes stojí památník.